# Television Tonga
Television Tonga tonganski je televizijski kanal kojim upravlja Tonga Broadcasting Commission. Kanal je osnovao kralj Taufa'ahau Tupou IV 4. srpnja 2000. 
Studiji Television Tonge i objekti za emitiranje nalaze se u Fasi-moe-afiju, u blizini tonganskog glavnog grada Nukuʻalofe. Trenutno emitiraju preko otoka Tongatapua, 'Eua i drugih obližnjih otoka, kao što su Pangaimotu i 'Atata.
Television Tonga proizvodi tjedni nacionalni televizijsko-novinski program od ponedjeljka do petka na dva jezika: engleski i tonganski; kao i subotni program koji je ujedno i osvrt na tjedne vjesti. Television Tonga također pokriva lokalna sportska događanja kao i događanja od nacionalnog interesa.
Dok Television Tonga radi u suradnji s inozemnim emiterima i postaje sve više relejna stanica, 2008. pokrenula je drugi kanal, Televizija Tonga 2, za svoj domaći servis. Generalna direktorica 'Elenoa 'Amanaki izjavila je da će drugi engleski programski kanal napustiti izvorni kanal koji emitira 60 % na engleskom i 40 % na tonganskom. Prvotni kanal tako će emitirati samo na tonganskom.
Television Tonga održava mrežnu stranicu na kojoj se objavljuju vijesti.

## Vanjske poveznice
- Službeno mrežno mjesto  Arhivirana inačica izvorne stranice od 25. kolovoza 2022. (Wayback Machine)